# 小粟田
小粟田（こわだ）は新潟県小千谷市の地名である。郵便番号は947-0041。

## 地理
小千谷市街から3キロほど北に位置する。北西部の丘陵上の平坦地及び南東部の平地は広い田園地帯となっている。北部の田園地帯を小粟田原という。

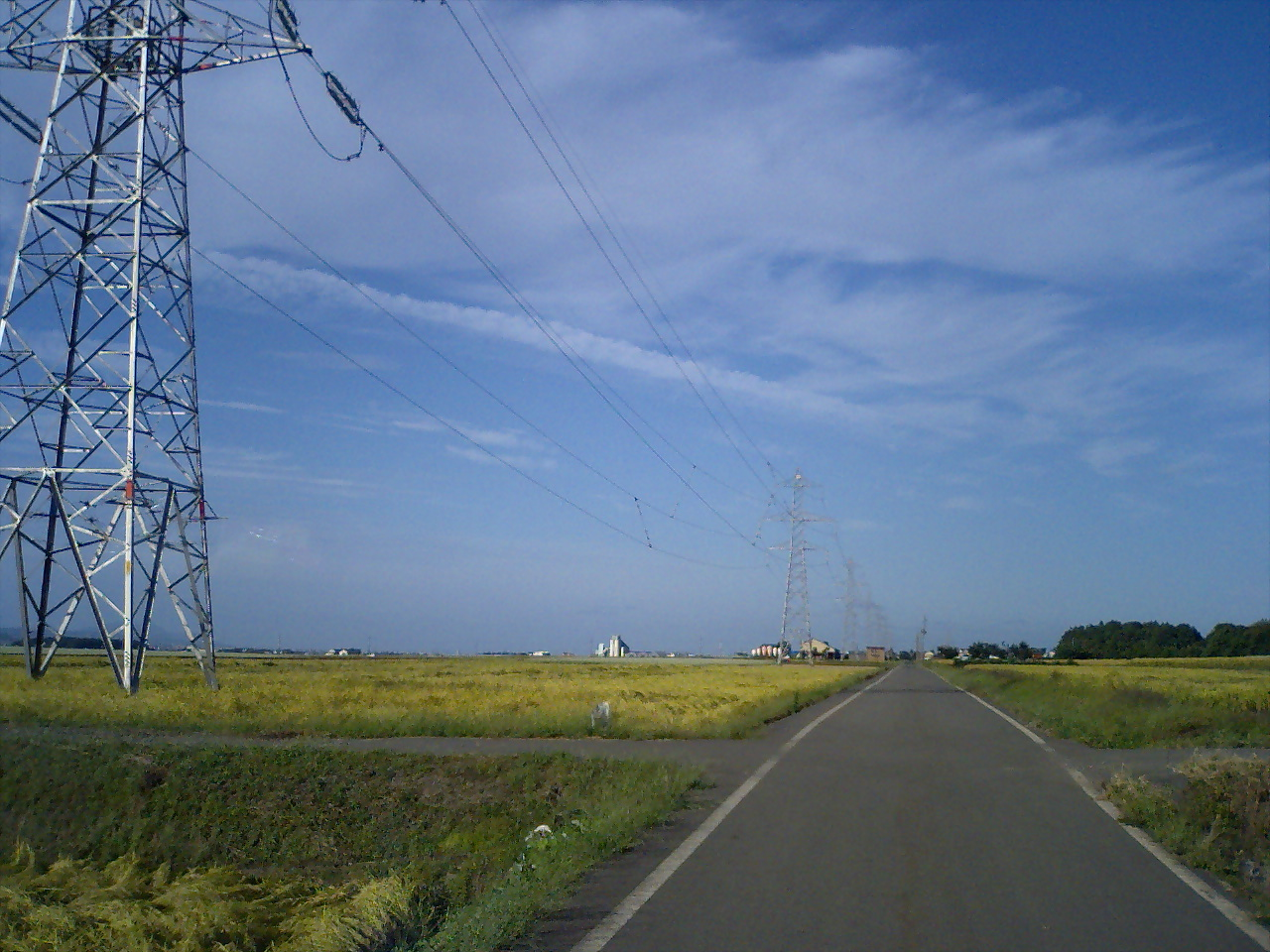
小粟田原

## 世帯数と人口
2016年（平成28年）3月31日現在の世帯数と人口は以下の通りである。
| 大字   | 世帯数  | 人口    |
| ------ | ------- | ------- |
| 小粟田 | 437世帯 | 1,112人 |

## 小・中学校の学区
市立小・中学校に通う場合、学区は以下の通りとなる。
| 番地 | 小学校               | 中学校               |
| ---- | -------------------- | -------------------- |
| 全域 | 小千谷市立千田小学校 | 小千谷市立千田中学校 |

## 交通

### 鉄道
- 廃線
  - 国鉄魚沼線　小粟田駅

### バス
- 越後交通（小千谷-片貝-来迎寺-長岡線(小粟田経由)）小粟田バス停・小粟田原バス停

### 道路
- 新潟県道10号長岡片貝小千谷線
- 新潟県道547号坪野三仏生線

## 施設
- 千田郵便局
- JA越後おぢや小粟田営業所
- 小千谷さくら病院
- 養護老人ホームおぢやさくら
- 特別養護老人ホームおぢやさくら
- 特別養護老人ホーム小粟田の里
- 須坂屋